# 조사 (불교)
조사(祖師, Patriarch)는 불교에서 법맥을 잇는 중요한 승려들을 일컫는 용어이다. 이를 서양에서는 총대주교(總大主敎, Patriarch)로 번역한다.

## 역대 조사
증도가에서 밝힌 천축 28대 조사의 목록은 다음과 같다. 대한불교 조계종에서도 공식적으로 인정하고 있다.
|    | 산스트리트어         | 중국어                                                           | 베트남어                                          | 일본어                       | 한국어                                       |
| 1  | Mahākāśyapa          | 摩訶迦葉 / Móhējiāyè                                             | Ma-Ha-Ca-Diếp                                     | Makakashō                    | 마하가섭 / Mahagasŏp                         |
| 2  | Ānanda               | 阿難陀 (阿難) / Ānántuó (Ānán)                                   | A-Nan-Đà (A-Nan)                                  | Ananda (Anan)                | 아난다 (아난) / Ananda (Anan)                |
| 3  | Śānavāsa             | 商那和修 / Shāngnàhéxiū                                          | Thương-Na-Hòa-Tu                                  | Shōnawashu                   | 상나화수 / Sangnahwasu                       |
| 4  | Upagupta             | 優婆掬多 / Yōupójúduō                                            | Ưu-Ba-Cúc-Đa                                      | Ubakikuta                    | 우바국다 / Upakukta                          |
| 5  | Dhrtaka              | 提多迦 / Dīduōjiā                                                | Đề-Đa-Ca                                          | Daitaka                      | 제다가 / Chedaga                             |
| 6  | Miccaka              | 彌遮迦 / Mízhējiā                                                | Di-Dá-Ca                                          | Mishaka                      | 미차가 / Michaga                             |
| 7  | Vasumitra            | 婆須密 (婆須密多) / Póxūmì (Póxūmìduō)                           | Bà-Tu-Mật (Bà-Tu-Mật-Đa)                          | Bashumitsu (Bashumitta)      | 바수밀다 / Pasumilta                         |
| 8  | Buddhanandi          | 浮陀難提 / Fútuónándī                                            | Phật-Đà-Nan-Đề                                    | Buddanandai                  | 불타난제 / Pŭltananje                        |
| 9  | Buddhamitra          | 浮陀密多 / Fútuómìduō                                            | Phục-Đà-Mật-Đa                                    | Buddamitta                   | 복태밀다 / Puktaemilda                       |
| 10 | Pārśva               | 波栗濕縛 / 婆栗濕婆 (脅尊者) / Bōlìshīfú / Pólìshīpó (Xiézūnzhě) | Ba-Lật-Thấp-Phược / Bà-Lật-Thấp-Bà (Hiếp-Tôn-Giả) | Barishiba (Kyōsonja)         | 파률습박 (협존자) / P'ayulsŭppak (Hyŏpjonje) |
| 11 | Punyayaśas           | 富那夜奢 / Fùnàyèshē                                             | Phú-Na-Dạ-Xa                                      | Funayasha                    | 부나야사 / Punayasa                          |
| 12 | Ānabodhi / Aśvaghoṣa | 阿那菩提 (馬鳴) / Ānàpútí (Mǎmíng)                               | A-Na-Bồ-Đề (Mã-Minh)                              | Anabotei (Memyō)             | 아슈바고샤 (마명) / Asyupakosya (Mamyŏng)    |
| 13 | Kapimala             | 迦毘摩羅 / Jiāpímóluó                                            | Ca-Tỳ-Ma-La                                       | Kabimora (Kabimara)          | 가비마라 / Kabimara                          |
| 14 | Nāgārjuna            | 那伽閼剌樹那 (龍樹) / Nàqiéèlàshùnà (Lóngshù)                    | Na-Già-Át-Lạt-Thụ-Na (Long-Thọ)                   | Nagaarajuna (Ryūju)          | 나가알랄수나 (용수) / Nakaallalsuna (Yongsu) |
| 15 | Āryadeva / Kānadeva  | 迦那提婆 / Jiānàtípó                                             | Ca-Na-Đề-Bà                                       | Kanadaiba                    | 가나제바 / Kanajeba                          |
| 16 | Rāhulata             | 羅睺羅多 / Luóhóuluóduō                                          | La-Hầu-La-Đa                                      | Ragorata                     | 라후라다 / Rahurada                          |
| 17 | Sanghānandi          | 僧伽難提 / Sēngqiénántí                                          | Tăng-Già-Nan-Đề                                   | Sōgyanandai                  | 승가난제 / Sŭngsananje                       |
| 18 | Sanghayaśas          | 僧伽舍多 / Sēngqiéshèduō                                         | Tăng-Già-Da-Xá                                    | Sōgyayasha                   | 가야사다 / Kayasada                          |
| 19 | Kumārata             | 鳩摩羅多 / Jiūmóluóduō                                           | Cưu-Ma-La-Đa                                      | Kumorata (Kumarata)          | 구마라다 / Kumarada                          |
| 20 | Śayata / Jayata      | 闍夜多 / Shéyèduō                                                | Xà-Dạ-Đa                                          | Shayata                      | 사야다 / Sayada                              |
| 21 | Vasubandhu           | 婆修盤頭 (世親) / Póxiūpántóu (Shìqīn)                           | Bà-Tu-Bàn-Đầu (Thế-Thân)                          | Bashubanzu (Sejin)           | 바수반두 (세친) / Pasubandu (Sechin)         |
| 22 | Manorhita            | 摩拏羅 / Mónáluó                                                 | Ma-Noa-La                                         | Manura                       | 마나라 / Manara                              |
| 23 | Haklenayaśas         | 鶴勒那 (鶴勒那夜奢) / Hèlènà (Hèlènàyèzhě)                       | Hạc-Lặc-Na                                        | Kakurokuna (Kakurokunayasha) | 학륵나 / Haklŭkna                            |
| 24 | Simhabodhi           | 師子菩提 / Shīzǐpútí                                             | Sư-Tử-Bồ-Đề / Sư-Tử-Trí                           | Shishibodai                  | 사자 / Saja                                  |
| 25 | Vasiasita            | 婆舍斯多 / Póshèsīduō                                            | Bà-Xá-Tư-Đa                                       | Bashashita                   | 바사사다 / Pasasada                          |
| 26 | Punyamitra           | 不如密多 / Bùrúmìduō                                             | Bất-Như-Mật-Đa                                    | Funyomitta                   | 불여밀다 / Punyŏmilta                        |
| 27 | Prajñātāra           | 般若多羅 / Bānruòduōluó                                          | Bát-Nhã-Đa-La                                     | Hannyatara                   | 반야다라 / Panyadara                         |
| 28 | Dharma / Bodhidharma | Ta Mo / 菩提達磨 / Pútídámó                                      | Đạt-Ma / Bồ-Đề-Đạt-Ma                             | Daruma / Bodaidaruma         | 보리달마 / Poridalma                         |

## 선불교 공통 조사
선종 1대 제28조 일조 보리달마 (菩提達磨)(? ~ ?)
선종 2대 제29조 이조 혜가 (二祖慧可) (487 ~ 593)
선종 3대 제30조 삼조 승찬 (三祖僧璨) (? ~ 606)
선종 4대 제31조 사조 도신 (四祖道信) (580 ~ 651)
선종 5대 제32조 오조 홍인 (五祖弘忍) (601 ~ 674)
선종 6대 제33조 육조 혜능 (六祖慧能) (638 ~ 713)

### 운문종
선종 7대 제34조 청원행사 (靑原行思) (? ~ 740)
선종 8대 제35조 석두희천 (石頭希遷) (700 ~ 790)
선종 9대 제36조 천황도오 (天皇道悟) (748 ~ 807)
선종 10대 제37조 용담숭신 (龍潭崇信) (? ~ ?)
선종 11대 제38조 덕산선감 (德山宣監) (780 ~ 865)
선종 12대 제39조 설봉의존 (雪峰義存) (822 ~ 908)
선종 13대 제40조 운문문언 (雲門文偃) (864 ~ 949)
선종 14대 제41조 향림징원 (香林澄遠) (908 ~ 987)
선종 15대 제42조 지문광조 (智門光祚) (950 ~ 1030)
선종 16대 제43조 설두중현 (雪竇重顯) (980 ~ 1052)

### 법안종
선종 7대 제34조 청원행사 (靑原行思) (? ~ 740)
선종 8대 제35조 석두희천 (石頭希遷) (700 ~ 790)
선종 9대 제36조 천황도오 (天皇道悟) (748 ~ 807)
선종 10대 제37조 용담숭신 (龍潭崇信) (? ~ ?)
선종 11대 제38조 덕산선감 (德山宣監) (780 ~ 865)
선종 12대 제39조 설봉의존 (雪峰義存) (822 ~ 908)
선종 13대 제40조 현사사비 (玄師沙備) (835 ~ 908)
선종 14대 제41조 나한계침 (羅漢桂琛) (867 ~ 928)
선종 15대 제42조 법안문익 (法眼文益) (885 ~ 958)
선종 16대 제43조 천태덕소 (天台德韶) (891 ~ 972)
선종 17대 제44조 영명연수 (永明延壽) (904 ~ 975)

### 조동종
선종 7대 제34조 청원행사 (靑原行思) (? ~ 740)
선종 8대 제35조 석두희천 (石頭希遷) (700 ~ 790)
선종 9대 제36조 약산유엄 (藥山惟儼) (751 ~ 834)
선종 10대 제37조 운암담성 (雲巖曇晟) (782 ~ 841)
선종 11대 제38조 동산양개 (洞山良价) (807 ~ 869)
선종 12대 제39조 운거도응 (雲居道膺) (830 ~ 902)
선종 13대 제40조 동안도비 (同安道丕) (? ~ ?)
선종 14대 제41조 동안관지 (同安觀志) (? ~ ?)
선종 15대 제42조 양산연관 (梁山緣觀) (? ~ ?)
선종 16대 제43조 대양경현 (大陽警玄) (942 ~ 1027)
선종 17대 제44조 투자의청 (投子義青) (1032 ~ 1083)
선종 18대 제45조 부용도해 (芙蓉道楷) (1042 ~ 1118)
선종 19대 제46조 단하자순 (丹霞子淳) (1064 ~ 1117)
선종 20대 제47조 진헐청료 (眞歇淸了) (1088 ~ 1151)
선종 21대 제48조 천동종각 (天童宗珏) (1091 ~ 1162)
선종 22대 제49조 설두지감 (雪竇智鑑) (1105 ~ 1192)
선종 23대 제50조 천동여정 (天童如淨) (1163 ~ 1228)

### 위앙종
선종 7대 제34조 남악회양 (南嶽懷讓) (677 ~ 744)
선종 8대 제35조 마조도일 (馬祖道一) (709 ~ 788)
선종 9대 제36조 백장회해 (百丈懷海) (749 ~ 814)
선종 10대 제37조 위산영우 (潙山靈祐) (771 ~ 853)
선종 11대 제38조 앙산혜적 (仰山慧寂) (807 ~ 883)

### 임제종
선종 7대 제34조 남악회양 (南嶽懷讓) (677 ~ 744)
선종 8대 제35조 마조도일 (馬祖道一) (709 ~ 788)
선종 9대 제36조 백장회해 (百丈懷海) (749 ~ 814)
선종 10대 제37조 황벽희운 (黃蘗希運) (? ~ ?)
선종 11대 제38조 임제의현 (臨濟義玄) (? ~ 867)
선종 12대 제39조 흥화존장 (興化存奬) (824 ~ 888)
선종 13대 제40조 남원혜옹 (南院慧顒) (860 ~ 930)
선종 14대 제41조 풍혈연소 (風穴延沼) (896 ~ 973)
선종 15대 제42조 수산성념 (首山省念) (926 ~ 993)
선종 16대 제43조 분양선소 (紛陽善昭)（947 ~ 1024）
선종 17대 제44조 석상초원 (石霜楚圓)（987 ~ 1040)
선종 18대 제45조 양기방회 (楊崎方會) (996 ~ 1049)
선종 19대 제46조 백운수단 (白雲守端) (1025 ~ 1072)
선종 20대 제47조 오조법연 (五祖法演) (1024 ~ 1104)
선종 21대 제48조 원오극근 (圓悟克勤) (1063 ~ 1135)
선종 22대 제49조 호구소융 (虎丘紹隆) (1077 ~ 1136)
선종 23대 제50조 응암담화 (應庵曇華) (1103 ~ 1163)
선종 24대 제51조 밀암함걸 (密庵咸傑) (1118 ~ 1186)
선종 25대 제52조 파암조선 (破庵祖先) (1135 ~ 1211)
선종 26대 제53조 무준원조 (無準圓照) (? ~ 1249)
선종 27대 제54조 설암혜랑 (雪巖惠朗) (? ~ ?)
선종 28대 제55조 급암종신 (及庵宗信) (? ~ ?)
선종 29대 제56조 석옥청공 (石屋淸珙) (1272 ~ 1352)

### 한국 선맥
제57조 원증국사(圓證國師) 태고 보우(太古普愚) - (1325 ~ 1382)
제58조 보각국사(普覺國師) 환암 혼수(幻庵混修) - (1382 ~ 1392)
제59조 구곡 각운 (龜谷覺雲)(1392 ~ )
제60조 벽계 정심 (碧溪淨心)
제61조 벽송 지엄(碧松智嚴) - ( ~ 1534)
제62조 부용 영관(芙蓉靈觀) - (1534 ~ 1571)
제63조 청허 휴정(淸虛休靜) - (1571 ~ 1604)
제64조 편양 언기(鞭羊彦機) - (1604 ~ 1644)
제65조 풍담 의심(楓潭義諶) - (1644 ~ 1665)
제66조 월담 설제(月潭雪霽) - (1665 ~ 1704)
제67조 환성 지안(喚惺志安) - (1704 ~ 1729)
제68조 호암 체정(虎巖體淨) - (1729 ~ 1748)
제69조 청봉 거안(靑峰巨岸) - (1748 ~ )
제70조 율봉 청고(栗峰靑古) - ( ~ 1823)
제71조 금허 법첨(錦虛法沾) - (1823 ~ )
제72조 용암 혜언(龍岩慧彦)
제73조 영월 봉율(永月奉律)
제74조 만화 보선(萬化普善) - ( ~ 1879)
제75조 경허 성우(鏡虛惺牛) - (1879 ~ 1912)

### 한국 선맥 (성담계)
제73조 성담 창우 (性潭暢祐)
제74조 혼허 두삼 (混虛斗三)
제75조 경운 해인 (慶雲海印)
제76조 응성 보의 (應晟寶儀)
제77조 대륜 세영 (大輪世榮)
제78조 덕암 흥덕 (德菴興德)
제79조 묘허 혜원 (妙虛慧圓)
제80조 석우 재한 (石牛宰漢)

### 한국 선맥 (만공-혜암계)
북1조 제76조 만공 월면 (滿空月面) (1871 ~ 1946)
북2조 제77조 혜암 현문 (惠菴玄門) (1886 ~ 1985)
북3조 제78조 묘봉 인공 (妙峰印空) (1943 ~ )
북4조 제79조 원제 혜충 (圓濟惠忠) (1951 ~ )
북5조 제80조 정명 대적 (淨名大寂) (1974 ~ )

### 한국 선맥 (만공-전강계)
북1조 제76조 만공 월면 (滿空月面) (1912 ~ 1946)
북2조 제77조 전강 영신 (田岡永信) (1898 ~ 1975)
북3조 제78조 송담 정은 (松潭正隱) (1927 ~ )

### 한국 선맥 (혜월계)
남1조 제76조 혜월 혜명 (慧月慧明) (1912 ~ 1937)
남2조 제77조 운봉 성수 (雲峰性粹) (1937 ~ 1941)
남3조 제78조 향곡 혜림 (香谷蕙林) (1941 ~ 1967)
남4조 제79조 진제 법원 (眞際法遠) (1967 ~ )

## 같이 보기
- 수도회
- 승왕